# Rodezno
Rodezno és un municipi de la Rioja, a la regió de la Rioja Alta. Està situat a la Vall de l'Ebre i molt bé comunicat per carretera.

## Història
No es té constància de quan va començar l'assentament de Rodezno. Se sap que va pertànyer al monestir de San Millán de la Cogolla durant el segle xv i posteriors, encara que es va alternar de vegades amb el Senyoriu de Briones, al qual també va pertànyer. En la seva època més activa va tenir gairebé mil habitants, però ara la població continua minvant de 320 habitants el 2008 a 229 habitants el 2019.

## Economia
L'economia recolza en l'agricultura del cereal, remolatxa i vinya, que en aquesta zona riojana té gran importància i tradició. El vi de Rioja, famós en el món sencer, és aquí el motor del poble, que compta amb un barri excavat en la roca calcària de més de cent cellers amb els seus respectius "caleu-vos", coves amb molts anys d'història (s'especula que duen allí des d'abans del segle xv). A més sol ser lloc de reunió en els berenadors o cellers amb totes les eines per a fer vi, amb llacs, cubes, etc. Es poden visitar el tercer dissabte d'agost, amb un dia de portes obertes amb degustacions típiques i visites als caleu-vos guiades pels mateixos bodeguers i amos dels cellers en les quals es pot tastar el seu vi.